# Anne Stanley, grevinna av Castlehaven
Anne Stanley, född 1580, död 1647, var en av de möjliga arvtagarna till den engelska tronen vid Elisabet I:s död 1603. Hon var den äldsta dottern och arvtagerskan till Ferdinando Stanley, 5:e earl av Derby, och Alice Spencer. Anne Stanleys farmor Margaret Clifford var dotterdotter till Maria Tudor. Hon stod enligt Henrik VIII:s testamente närmast i tronföljden efter Elisabet I efter sin farmors död 1596 till 1603.

## Biografi
Enligt drottning Elisabets far, Henrik VIII, skulle Elisabet ärvas av ättlingarna till hans yngre syster Maria Tudor, hertiginna av Suffolk och änkedrottning av Frankrike, vilket skulle göra Anne Stanley till den logiska arvtagaren. Det fanns en främre släktlinje som härstammade från Maria Tudor, genom Catherine Greys ättlingar, men annulleringen av hennes äktenskap med Edward Seymour, 1:e earl av Hertford avlägsnade den från den kungliga successionsordningen. 
Jakob VI av Skottland var dock Elisabets närmaste släkting i huvudlinjen och hade flera år innan Elisabets död setts som den bäste arvtagaren. Anne var ogift vid Elisabets död 1603 och hoppades över till Jakobs fördel. Hon gifte sig 1607 med Grey Brydges, 5:e baron Chandos. Arvtagaren till hennes anspråk är Michael Abney-Hastings, 14:e earl av Loudoun.
Anne Stanley gifte sig år 1624 med Mervyn Tuchet, 2:e earl av Castlehaven. Äktenskapet var olyckligt. År 1630 anmäldes hennes make av hennes styvson James för att ha ett homosexuellt förhållande med sin page Laurence FitzPatrick och för att ha låtit sin tjänare Giles Browning våldta Anne, vilket resulterat i en graviditet. 
Anne stödde sin styvsons anklagelser och uppträdde som han vittne under rättegången, som blev berömd och ett precedensfall i frågan om huruvida makar fick vittna mot varandra. Maken förklarade sig oskyldig och förklarade sig utsatt för en komplott. Hans son ska ha anklagat honom i fruktan att bli arvlös. Hennes make förklarades dock skyldig både till att ha haft sex med en person av samma kön, och för medhjälp till våldtäkt genom att ha hållit fast Anne medan hon blev våldtagen av Giles Browning. 
Anne Stanley blev änka vid makens avrättning 1631.